# Roger Rossmeisl
Roger Rossmeisl né en 1927 à Kiel et décédé en 1979 à Berlin est un luthier d'origine allemande qui a conçu des guitares électriques dans les années 1950 et 1960 pour les sociétés américaines Rickenbacker et Fender.

## Biographie
Le père de Roger, Wenzel Rossmeisl né le 28 juin 1902 à Kiel et décédé le 3 avril 1975 à Munich est un guitariste de jazz allemand ayant appris la lutherie à Mittenwald. Père et fils fabriquent leur première guitare électrique en Allemagne en 1947 (une lap steel guitar).

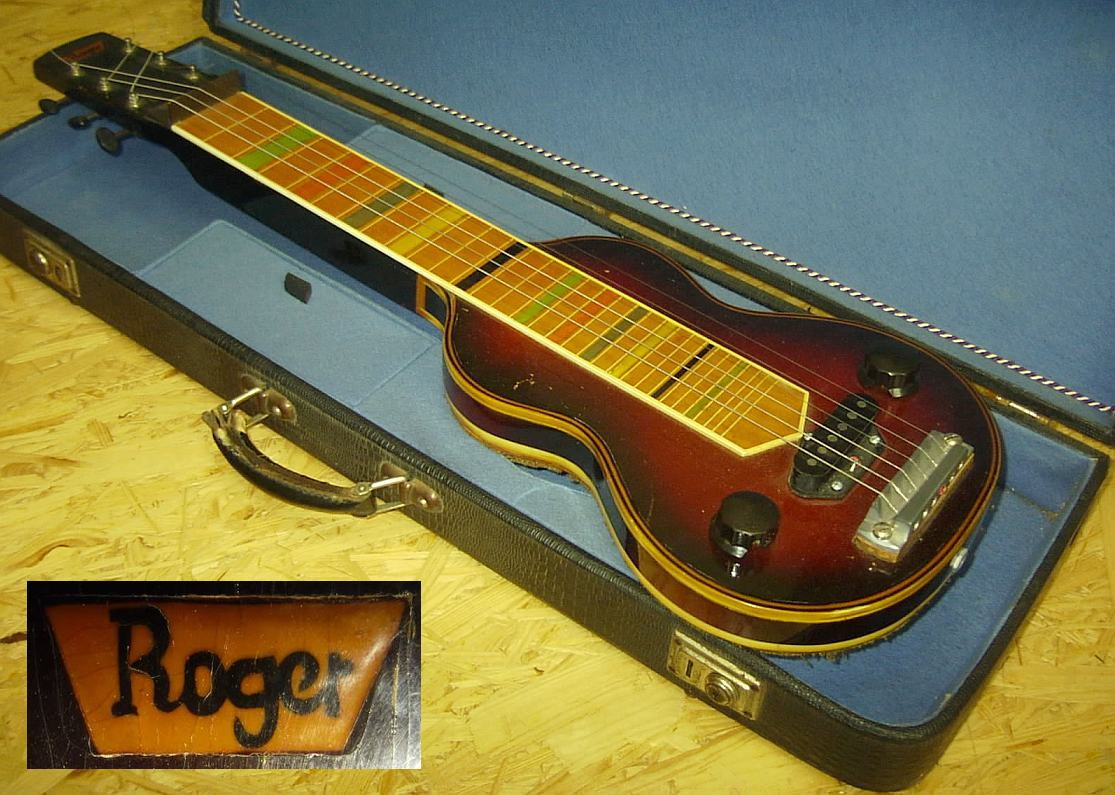
Une guitare électrique Roger-Hawaienne (Lap Steel); Lettrage Roger

Basés à Berlin, les Rossmeisl sont pionniers en Allemagne dans la conception et la fabrication de micros pour guitare électrique. À la fin des années 1930, Wenzel envoie son fils suivre une formation de lutherie traditionnelle à Mittenwald, dans un centre de fabrication de violons et de guitares. À cette même époque, Wenzel Rossmeisl vend ses propres produits sous la marque Roger. Il est un des très rares fabricants de guitares en Allemagne et distribue également des guitares du fabricant italien Eko.
En 1946, Roger reconstruit des micros pour le guitariste de jazz Coco Schumann en utilisant des composants électriques tels que des bobines et des aimants provenant d'écouteurs et d'autres équipements des forces armées allemandes ( Wehrmacht ) 
En septembre 1953, Roger Rossmeisl arrête l'activité de son entreprise à Berlin.Il écrit au président de Gibson, Ted McCarty, pour lui demander du travail. Son diplôme de Gitarrenbaumeister s'avére suffisamment impressionnant pour que McCarty offre un emploi à Roger et paye son passage aux États-Unis en septembre 1953. Il est embauché une courte période chez le fabricant de guitares Gibson puis travaille pour le fabricant californien Rickenbacker. Au sein de l'entreprise Rickenbacker, il va jouer un rôle déterminant dans le développement des nouvelles gammes de produits, notamment la série de guitares Rickenbacker 300 et les basses Rickenbacker 4000 et 4001. Durant cette période, Semie Mosely, fondateur de la marque de guitares Mosrite, est apprenti chez Rickenbacker sous les directives de Roger Rossmeisl.
En 1962, Roger rejoint l'entreprise Fender, où il devient responsable du développement des guitares archtop et semi-acoustiques dans le style de la Gibson ES-335. La forme distinctive de la table de guitare est caractéristique de ses créations pour Rickenbacker et Fender : alors que les archtops traditionnels ont une courbure uniforme similaire à celle des violons et des violoncelles, les créations de Rossmeisl ont une courbure sur le bord de la table et une surface presque plane au centre de la table. Cette caractéristique de conception est en anglais appelée "German Carve" . Il travaille également, en 1968, à l'élaboration de la Stratocaster Palissandre destinée à Jimi Hendrix (que celui-ci ne recevra jamais) et la Telecaster palissandre qui devient la propriété de George Harrison.
Malgré un travail reconnu par l'entreprise, les guitares Fender conçues par Rossmeisl sont des échecs commerciaux, il décide de retourner, en 1973, en Allemagne. Il abandonne la conception de guitares et décéde en 1979 à l'âge de 52 ans .

## Instruments conçus par Roger Rossmeisl

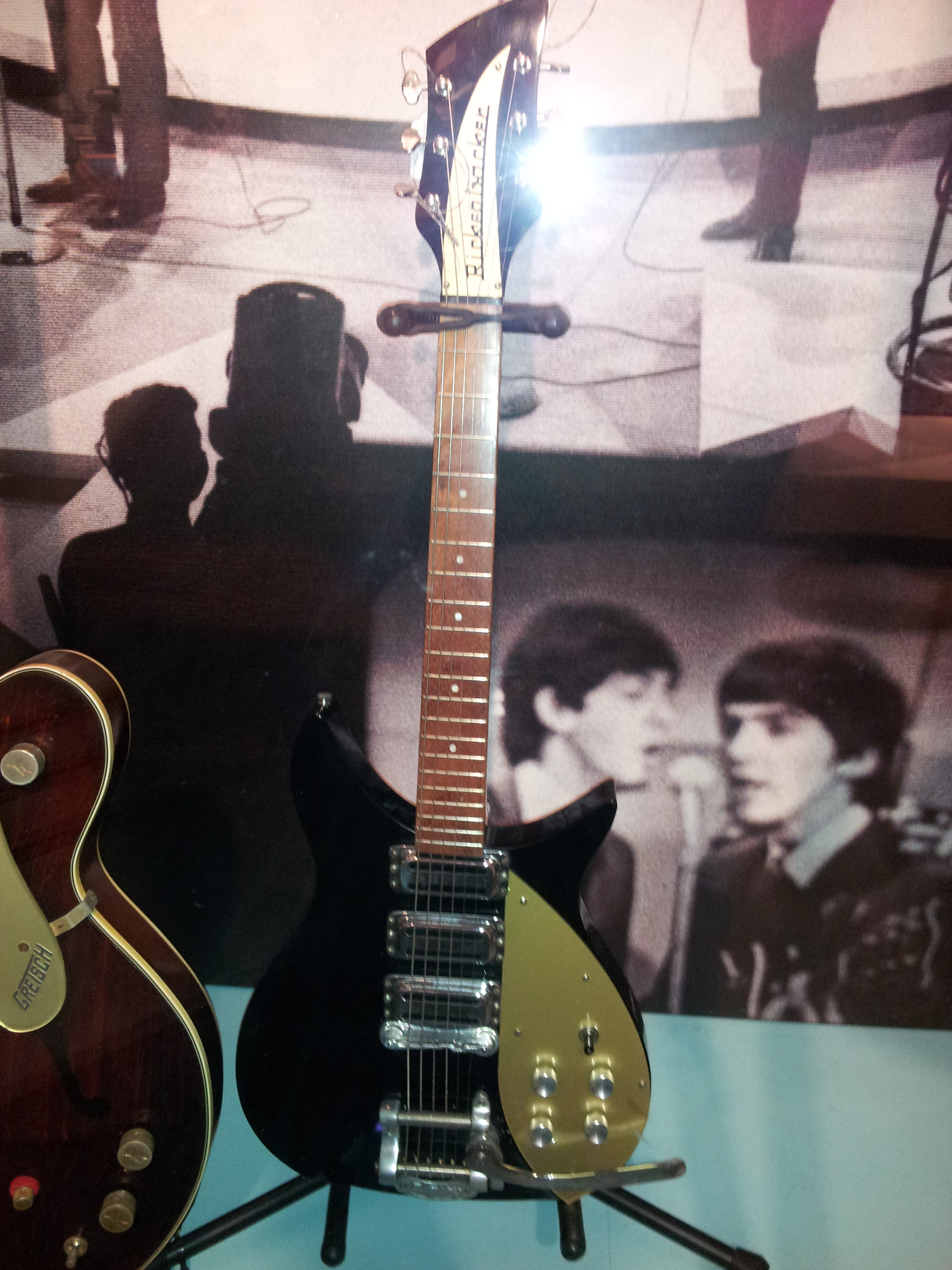
Rickenbacker 325

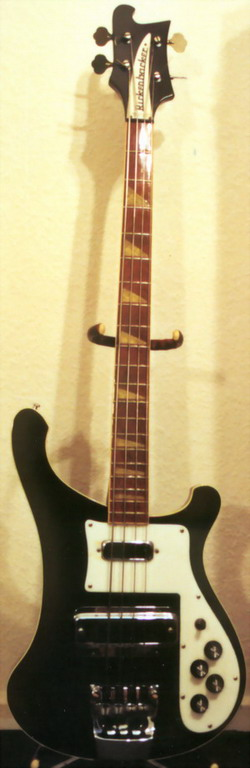
Basse Rickenbacker 4001

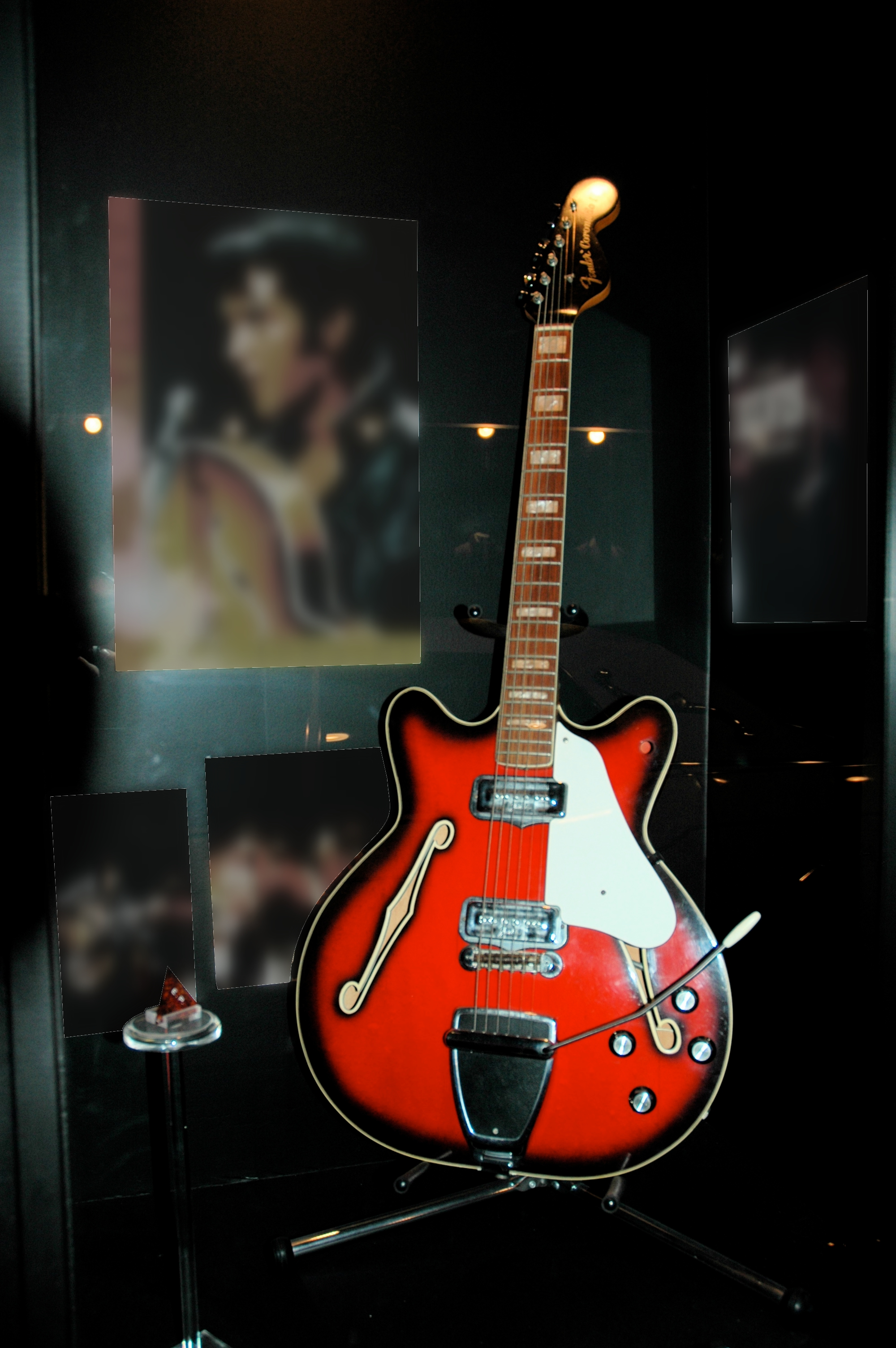
Fender Coronado II

### Rickenbacker
- Rickenbacker Combo 800
- Rickenbacker Combo 600
- Basse Rickenbacker 4000
- Basse Rickenbacker 4001

### Série Rickenbacker 300
- Rickenbacker 325
- Rickenbacker 330
- Rickenbacker 330/12
- Rickenbacker 340
- Rickenbacker 340/12
- Rickenbacker 360
- Rickenbacker 360/12
- Rickenbacker 370
- Rickenbacker 370/12
- Rickenbacker 380L Laguna [6]

### Fender
- Fender Coronado
- Fender Montego
- Fender Wildwood
- Fender LTD
- Telecaster Thinline
- Stratocaster et Télécaster Palissandre